# Яндекс Маршрутизация
Яндекс Маршрутизация — профессиональная логистическая платформа для автоматизирования планирования оптимальных маршрутов выездного персонала и контроля за их выполнением в режиме реального времени, запущенная в 2017 году. Система использует данные «Яндекс. Карт» и учитывает детальный прогноз пробок на дорогах для расчёта прогнозного времени прибытия.

## История
Платформа «Яндекс. Маршрутизация» начала работу в 2017 году, предложив компаниям оптимизацию в решении задач, связанных с логистикой
В том же году платформу начинает использовать «Яндекс Такси» для маршрутизации сотен тысяч автомобилей в 126 городах в России и ближнем зарубежье.
В августе 2018 года «Яндекс» сообщил о выделении геосервисов в отдельное бизнес-направление, куда была включена технологическая платформа для связанных с транспортом и логистикой бизнесов «Яндекс. Маршрутизация», а также мультимедийная платформа для автомобилей «Яндекс.Авто», «Яндекс.Карты» и «Яндекс.Навигатор».
В 2019 году компания «Балтика» начала внедрение системы оптимизации логистики готовой продукции на базе платформы «Яндекс. Маршрутизация», которая позволяет также проводить мониторинг качества доставки продукции клиентам.
В 2019—2020 годах в столице РФ была запущена отдельная навигация для автомобилей по грузовому каркасу Москвы.
В 2020 году логистическая платформа «Яндекс. Маршрутизация» и системный интегратор Edisoft стали технологическими партнерами. В том же году «Яндекс Маршрутизация» и «Русагро» договорились о сотрудничестве по внедрению алгоритмов в распределение поставок сельхозпродукции.
В 2020 году «Яндекс. Маршрутизация» открыла бесплатный доступ к сервису автоматического планирования маршрутов для бизнеса, было подключено 2000 компаний. Это были курьерские службы и транспортные компании, компании онлайн-коммерции и ритейла, сервисные службы. В этом же году «Яндекс. Маршрутизация» разработала специальное логистическое решение для курьерских служб, которое позволяет учитывать особенности бизнеса: сезонность, разные виды курьерских задач, а также необходимость добавлять на маршруты новые адреса в реальном времени.
В 2021 году один из крупнейших FMCG-производителей в России Coca-Cola HBC при помощи «Яндекс. Маршрутизации» внедрил платформу мониторинга, повысил уровень клиентского сервиса и улучшил условия работы водителей.
В феврале 2022 года сервис для планирования маршрутов доставки «Яндекс. Маршрутизация» вышел на рынок ОАЭ.
В 2024 году «Яндекс» запустил сервис «Маршрутизация Lite», помогающий небольшим компаниям планировать автоматически маршруты для водителей, курьеров, торговых представителей и других разъездных работников.

## Принцип работы
«Яндекс. Маршрутизация» предназначена для компаний, осуществляющих в городских условиях перевозки или доставку заказов. Платформа обладает технологиями, которые призваны помочь клиентам сократить транспортные издержки и ускорить работу за счет интерактивной оптимизации маршрутов движения.
При построении маршрутов учитываются прогноз пробок и загруженность дорог в данное время. В расчётах, кроме загруженности дорог и расстояний, могут учитываться более 300 параметров, таких как габариты грузов, тип транспорта, расписание работы складов и других.
Сервис использует актуальные и точные карты, которые постоянно обновляются с помощью профессиональных картографов. Предоставляется детальная информация о пробках и дорожном движении. Разработчики «Яндекс. Маршрутизации» также добавили в сервис технологии машинного обучения для работы с большими данными и улучшения точности прогноза пробок и времени в пути и распределенные вычисления — для быстрой обработки сложных запросов по построению логистики.
С помощью «Яндекс Маршрутизации» можно отслеживать, где находятся автомобили или курьеры, и, если нужно, делиться этой информацией с клиентами. «Яндекс. Маршрутизация» использует динамическую систему планирования, которая позволяет корректировать маршруты по мере поступления заказов и эффективно распределять адреса между автомобилями.